# バスケットボールイタリア代表
バスケットボールイタリア代表は、イタリアバスケットボール連盟により国際大会に派遣されるバスケットボールのナショナルチームである。ニックネームは「Gli Azzurri」。

## 歴史
イタリアは国際バスケットボール連盟（FIBA）原加盟国の一つである。イタリア代表初の試合は1926年にミラノで行われたフランス戦。
バスケットボールがオリンピック正式種目となった1936年ベルリンオリンピックに出場。1984年ロサンゼルス大会までのオリンピックで出場できなかったのは1956年メルボルン大会のみで、1980年モスクワ大会では銀メダルを獲得している。
世界選手権（現ワールドカップ）は1963年ブラジル大会で初出場。1970年ユーゴスラビア大会と1978年フィリピン大会で4位となった。
2004年アテネオリンピックで2つ目の銀メダルを獲得した。2006年の世界選手権は9位。
2019年、3大会ぶりにワールドカップに出場し、2次リーグ敗退で10位。
2021年、オリンピック予選ベオグラード大会で地元セルビアを破って4大会ぶりに出場権を獲得。東京オリンピックではドイツとナイジェリアを破って予選リーグを突破。準々決勝でフランスに敗れた。

## 主な国際大会成績
- 夏季オリンピック
  - 1936年 － 7位
  - 1948年 － 17位
  - 1952年 － 17-23位
  - 1960年 － 4位
  - 1964年 － 5位
  - 1968年 － 8位
  - 1972年 － 4位
  - 1976年 － 5位
  - 1980年 － 銀メダル
  - 1984年 － 5位
  - 2000年 － 5位
  - 2004年 － 銀メダル
  - 2021年 － 5位
- ワールドカップ
  - 1963年 － 7位
  - 1967年 － 9位
  - 1970年 － 4位
  - 1978年 － 4位
  - 1986年 － 6位
  - 1990年 － 9位
  - 1998年 － 6位
  - 2006年 － 9位
  - 2019年 － 10位
  - 2023年 － 8位
- ユーロバスケット
  - 優勝：2回（1983年, 1999年）
  - 準優勝：4回（1937年，1946年，1991年，1997年）
  - 3位：4回（1971年，1975年，1985年，2003年）

## 現在の代表選手
2023年FIBAバスケットボール・ワールドカップのロスター
- マルコ・スピス
- ステファノ・トヌト
- ニコロ・メッリ
- シモーネ・フォンテッキオ
- ジャンパオロ・リッチ
- マッテオ・スパニョーロ
- アキレ・ポロナラ
- ムハメト・ディウフ
- ルカ・セヴェリーニ
- ガブリエル・プロチダ
- アレッサンドロ・パジョラ
- ルイージ・ダトメ

## 歴代ヘッドコーチ
- エットレ・メッシーナ(1992-1997,2015-2017)
- メオ・サケッティ(2017-2022)
- ジャンマルコ・ポッツェッコ（2022-）

## 歴代代表選手
- マイク・ダントーニ
- マルコ・ベリネッリ
- ダニーロ・ガリナリ
- アンドレア・バルニャーニ
- ルイージ・ダトメ
- ニコ・マニオン
- ニコロ・メリ
- シモーネ・フォンテッキオ
- ダニエル・ハケット
- アレッサンドロ・ジェンティーレ
- ステファノ・ルスコーニ
- アウグスト・ビネリ
- ミケーレ・ヴィタリ
- アメデオ・デッラ・ヴァッレ
- アンドレア・チンチアリーニ
- ピエトロ・アラドリ
- アメデオ・テシトリ
- アウドゥ・アバス
- アキッレ・ポロナラ